# Body Talk Pt. 2
Body Talk Pt. 2 är det sjätte studioalbumet av den svenska artisten Robyn. Det släpptes i Skandinavien den 6 september 2010 och dagen därefter i USA. Det är det andra albumet i Body Talk-serien som är en albumserie om tre album.

## Låtlista
| Nr | Titel                                       | Längd |
| -- | ------------------------------------------- | ----- |
| 1. | In My Eyes                                  | 4:08  |
| 2. | Include Me Out                              | 3:31  |
| 3. | Hang with Me                                | 4:21  |
| 4. | Love Kills                                  | 4:32  |
| 5. | We Dance to the Beat                        | 4:39  |
| 6. | Criminal Intent                             | 3:43  |
| 7. | U Should Know Better (featuring Snoop Dogg) | 4:01  |
| 8. | Indestructible (Acoustic Version)           | 4:14  |

| 9. | Bad Gal (Savage Skulls & Douster feuturing Robyn) | 4:01 |

### Fotnoter
1. ↑  ”Body Talk, Pt. 2 (Bonus Version)” (på engelska). http://itunes.apple.com/dk/album/body-talk-pt-2-bonus-version/id387497457. Läst 23 januari 2011.